# لا زارزا
بلدية لا زارزا (بالإسبانية: La Zarza)‏, هي إحدى بلديات مقاطعة بطليوس, التي تقع في منطقة إكستريمادورا, والتي تقع في غرب إسبانيا.
يبلغ عدد سكانها 3.619 نسمة وفقاً لإحصائية سنة (2002).